# Зелене (Верховинський район)
Зеле́не (до 1993 — Зелена) — село в Україні, у Верховинському районі Івано-Франківської області. Адміністративний центр Зеленської сільської громади.
Відстань до райцентру Верховина становить близько 22 км і проходить автошляхом місцевого значення. Найближча залізнична станція Ворохта знаходиться за 43 км. Село лежить у межах Карпатського національного природного парку та у долині Чорного Черемошу. Населення — 815 осіб.

## Назва
У 1993 р. назву села Зелена було змінено на одну літеру.

## Географія

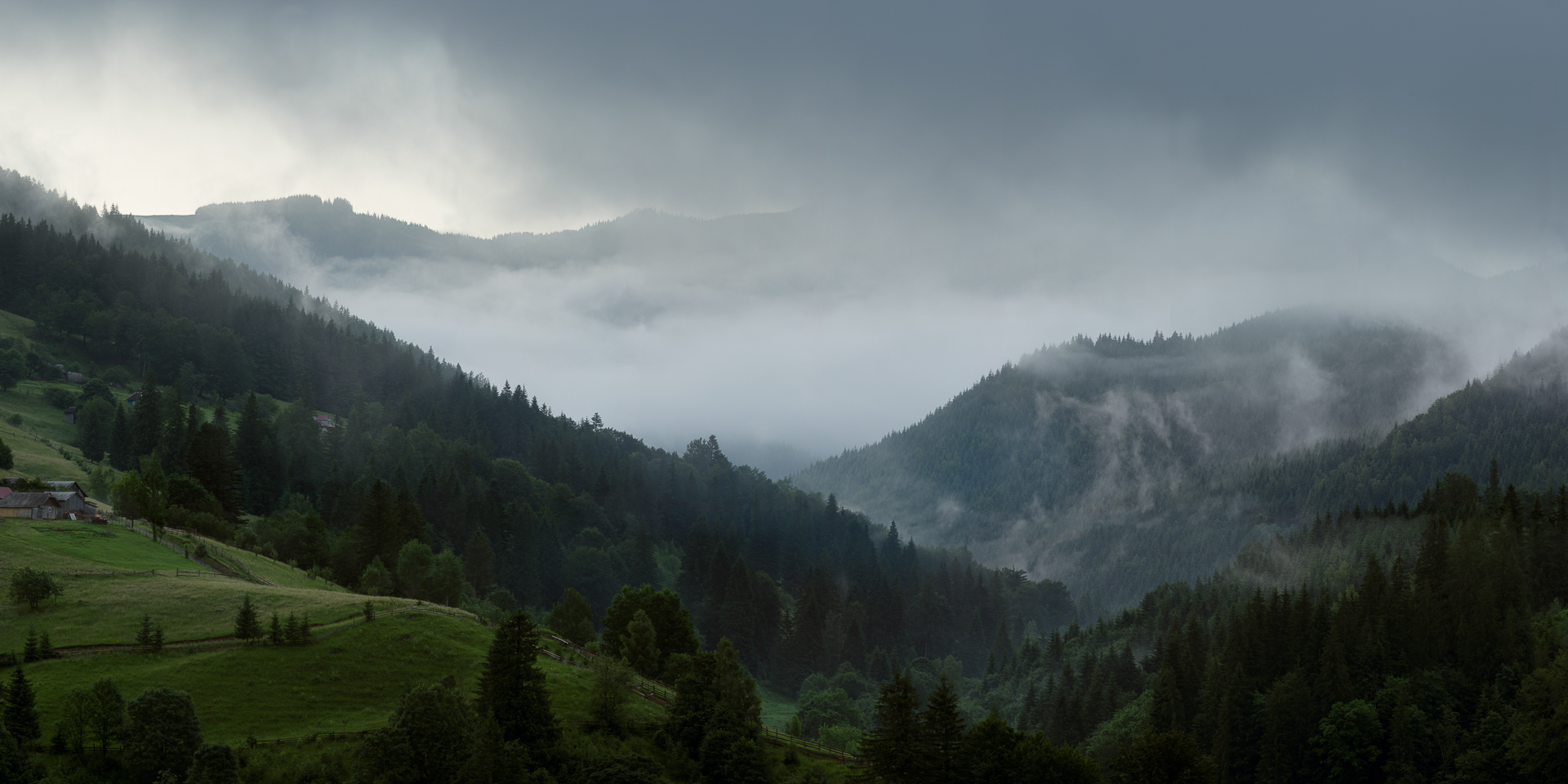
Дощ в селі Зелене

Присілком села протікає річка Погорілець. У селі потоки Людовець, Гнилець, Змянки, Скорушни, Студенєк, Погорілець впадають у річку Чорний Черемош.

## Історія
Зелену засновано на початку XV століття. У квітні 1920 року Зелена стала центром селянського повстання проти Польщі. Загін повстанців, що розташувався на горі Платку, об'єднував близько 600 чоловік.
7 червня 1946 року указом Президії Верховної Ради УРСР хутір Угорський Зеленської сільської ради Жаб'євського району перейменовано на хутір Яструбці.
За даними облуправління МГБ у 1949 р. в Жаб'ївському районі підпілля ОУН найактивнішим було в селах Гринява, Бистрець і Зелене.
12 червня 2020 року, відповідно до Розпорядження Кабінету Міністрів України  № 714-р «Про визначення адміністративних центрів та затвердження територій територіальних громад Івано-Франківської області», увійшло до складу Зеленської сільської громади.
19 липня 2020 року, в результаті адміністративно-територіальної реформи та ліквідації Верховинського району, село увійшло до складу новоутвореного Верховинського району.

## Релігійні споруди

### Церква Усікновення голови Івана Хрестителя  (Зелене)
Докладніше: Церква Усікновення голови Івана Хрестителя (Зелене)
У центрі села розташована дерев'яна гуцульська церква — пам'ятка архітектури національного значення. Церква хрестоподібна в плані з масивною центральною навою та невеликими боковими раменами. Побудована в 1869 році, використовується парафією Православної церкви України.

## Населення
Згідно з переписом УРСР 1989 року чисельність наявного населення села становила 757 осіб, з яких 386 чоловіків та 371 жінка.
За переписом населення України 2001 року в селі мешкало 814 осіб.

### Мова
Розподіл населення за рідною мовою за даними перепису 2001 року:
| Мова       | Відсоток |
| ---------- | -------- |
| українська | 99,88 %  |
| російська  | 0,12 %   |

## Інфраструктура
У селі є церква, два лісопункти, чотири лісництва, середня загальноосвітня школа I—III cт. та дві школи І ст., пришкільна їдальня, два будинки культури, клуб, дві бібліотеки, три амбулаторії, здоровпункт, аптека, при шкільна їдальня, вісім магазинів.
Ґрунтова дорога з села веде через вододільний хребет Чивчинських гір, Копилаським перевалом, до села Руська Поляна на Марморощині. Попри десятиріччя обіцянок обласних керівників про відкриття пішохідного переходу через кордон, такий проєкт залишається малоймовірним.

## Відомі люди
- Феогност (Бодоряк) — єпископ Богородчанський Православної Церкви України;
- Янушевська Василина — поетеса та вишивальниця.